# David Gorcey
David Gorcey (6 de febrero de 1921 – 23 de octubre de 1984) fue un actor y humorista estadounidense, conocido principalmente por formar parte del grupo de actores llamado The Bowery Boys. Era el hermano menor de un actor miembro del grupo Dead End Kids, Leo Gorcey.

## Biografía

### Carrera
Nacido en Washington Heights (Manhattan), Nueva York, se inició en el mundo del espectáculo a edad temprana. Durante su infancia actuó en espectáculos de vodevil, pasando más adelante al teatro y el cine. 
Aunque usualmente no se le considera uno de los "originales" Dead End Kids, lo cierto es que hizo un pequeño papel en la producción representada en 1935 en el circuito de Broadway de la obra de Sidney Kingsley "Dead End". Durante su tiempo como miembro de "Dead End", Gorcey influyó para que tuviera un papel su hermano mayor, Leo Gorcey, que finalmente acabó siendo una estrella, mientras que David continuó con papeles de reparto. 
Aunque no intervino en la película Dead End (1937), David Gorcey realmente participó en más películas de los Dead End Kids/East Side Kids/Bowery Boys que cualquier otro de sus protagonistas, salvo en el caso de Huntz Hall. Durante cinco años apareció en pantalla bajo el nombre artístico de "David Condon" (o también "David Conden"), utilizando el apellido de soltera de su madre para evitar ser acusado de nepotismo, usando a partir de 1957 su nombre real. 
De manera ocasional actuó en filmes ajenos a las bandas, entre ellos Sergeant Madden (1939), The Babe Ruth Story (1948), y Abbott and Costello in the Foreign Legion (1950).

### Vida personal
Gorcey estuvo casado con Dorothea Jocker (Aaron), con quien tuvo un único hijo, David Gorcey Jr. En años posteriores, Gorcey fue ministro religioso y fundó un centro de recuperación para alcohólicos y drogodependientes. 
David Gorcey falleció en 1984 en el distrito de Van Nuys, en Los Ángeles, California, a causa de una diabetes. Fue enterrado en el Cementerio Nacional de Los Ángeles.